# Maksim Manukjan
Maksim Manukjan (armenisch Մաքսիմ Մանուկյան; * 10. Dezember 1987) ist ein armenischer Ringer. Er wurde 2017 Weltmeister im griechisch-römischen Stil in der Gewichtsklasse bis 80 kg Körpergewicht.

## Werdegang
Maksim Manukjan, der in Gjumri lebt und in Jerewan studierte, begann 2000 mit dem Ringen. Er wird seitdem von Aleksander Hovanisjan trainiert. Er bevorzugt den griechisch-römischen Stil und ist seit 2013 Mitglied der armenischen Nationalmannschaft der Ringer.
Da er zu diesem Zeitpunkt bereits 26 Jahre alt war, ist er ein typischer Spätstarter, der nach relativ mäßigen Erfolgen in den Anfangsjahren seiner Laufbahn doch noch ein sehr erfolgreicher Ringer wurde.
Zu Beginn seiner internationalen Karriere 2013 startete Maksim Manukjan in der Gewichtsklasse bis 84 kg (ab 2014 bis 85 kg) Körpergewicht. Er gewann dabei im Juli 2013 bei der Universiade in Kasan hinter Alan Chugajew aus Russland aber noch vor Jawid Hamsatow aus Belarus und Schan Belenjuk aus der Ukraine die Silbermedaille. Er wurde dann im September 2013 auch bei der Weltmeisterschaft in Budapest eingesetzt und kam dort nach zwei Siegen und einer Niederlage gegen Damian Janikowski aus Polen auf den 8. Platz.
In den folgenden Jahren war er mehrmals bei Welt- oder Europameisterschaften am Start. Das beste Ergebnis, das er dabei erzielte, war ein 5. Platz bei der Europameisterschaft 2015, die im Rahmen der Europa-Spiele in Baku ausgetragen wurden. Er kam dabei auch zu bemerkenswerten Siegen über Saman Ahmed Tahmasebi aus Aserbaidschan und Alexander Kazakevic aus Litauen, verlor aber gegen Schan Belenjuk und Metehan Başar aus der Türkei. Bei der Weltmeisterschaft 2015 in Las Vegas verlor Maksim Manukjan seinen ersten Kampf gegen Dawit Chakwetadse aus Russland, schied damit aus und erreichte nur den 23. Platz. Damit verpasste er auch die Qualifikation für die Olympischen Spiele 2016 in Rio de Janeiro. Diese holte er aber beim Qualifikations-'Turnier im April 2016 in Ulaan-Baatar durch eine 2. Platz hinter Jawid Hamsatow nach.
Bei den Olympischen Spielen in Rio de Janeiro verlor er in der 1. Runde gegen Viktor Lőrincz aus Ungarn. Da dieser das Finale nicht erreichte, schied er aus und belegte den 16. Platz.
Bei der Europameisterschaft 2017 in Novi Sad startete Maksim Manukjan noch in der Gewichtsklasse bis 85 kg. Er gewann dort zwei Kämpfe, verlor aber in der Trostrunde gegen Ramsin Azizsir aus Deutschland und erreichte den 7. Platz.
Danach entschloss er sich bei der Weltmeisterschaft 2017 in Paris in die Gewichtsklasse bis 80 kg abzutrainieren. Ein Vorhaben, das voll gelang, denn er siegte dort über Youssef Ahmad Ghaderian aus dem Iran, Alexander Kessidis, Schweden, Pascal Eisele, Deutschland, Surabi Datunaschwili aus Georgien und Radzik Kuliew aus Belarus und wurde damit Weltmeister.
Im April 2018 wurde Maksim Manukjan in Kaspijsk in der Gewichtsklasse bis 82 kg erstmals Europameister. Auf dem Weg zu diesem Erfolg besiegte er Bozo Starcevic aus Kroatien, Daniel Tichomirow Alexandrow, Bulgarien, Lázlo Szabo, Ungarn und Wiktor Sasunowski, Belarus. Bei der Weltmeisterschaft 2018 in Budapest trat er in der gleichen Gewichtsklasse an. Er verlor dort aber überraschend im Viertelfinale gegen Emrah Kus aus der Türkei. Da dieser das Finale erreichte, konnte Maksim Manukjan in der Trostrunde weiterringen, in der er sich mit einem Sieg über Saeid Morad Abdvali aus dem Iran noch eine Bronzemedaille erkämpfte.

## Internationale Erfolge
| Jahr | Platz | Wettbewerb                                    | Gewichtsklasse | Ergebnisse |
| 2013 | 2.    | Universiade in Kasan                          | bis 84 kg      | hinter Alan Chugajew, Russland, vor Jawid Hamsatow, Belarus und Schan Belenjuk, Ukraine |
| 2013 | 8.    | WM in Budapest                                | bis 84 kg      | nach Siegen über Abdelslam Shebbe Mohamed Tarek Mohamed, Ägypten und Dorin Constantin Pirvan, Rumänien und einer Niederlage gegen Damian Janikowski, Polen                                                 |
| 2014 | 9.    | EM in Vantaa                                  | bis 85 kg      | nach einem Sieg über Viktor Lőrincz, Ungarn und einer Niederlage gegen Jan Fischer, Deutschland |
| 2014 | 3.    | Militär-WM in Fort Dix/USA                    | bis 85 kg      | hinter Ramsin Azizsir, Deutschland und Damian Janikowski |
| 2015 | 5.    | 1. Europa-Spiele in Baku                      | bis 85 kg      | nach Siegen über Artur Omarow, Tschechien, Saman Ahmed Tahmasebi, Aserbaidschan und Alexander Kazakevic, Litauen und Niederlagen gegen Schan Belenjuk und Metehan Başar                                    |
| 2015 | 23.   | WM in Las Vegas                               | bis 85 kg      | nach einer Niederlage gegen Dawit Chakwetadse, Russland |
| 2016 | 10.   | EM in Riga                                    | bis 85 kg      | nach einem Sieg über Artur Omarow und einer Niederlage gegen Ewgeni Salejew, Russland |
| 2016 | 9.    | Olympia-Qualif.-Turnier in Zrenjanin          | bis 85 kg      | Sieger: Alexei Mischin, Russland vor Nikolai Bajrakow, Bulgarien |
| 2016 | 2.    | Olympia-Qualif.-Turnier in Ulaan-Baatar       | bis 85 kg      | hinter Jawid Hamsatow |
| 2016 | 16.   | OS in Rio de Janeiro                          | bis 85 kg      | nach einer Niederlage gegen Viktor Lőrincz |
| 2017 | 7.    | EM in Novi Sad                                | bis 85 kg      | nach siegen über Robert Kobliaschwili, Georgien und Maksim Franjkovic, Serbien und einer Niederlage gegen Ramsin Azizsir                                                                                   |
| 2017 | 2.    | G. Kartozia & V. Balawadese-Turnier in Tiflis | bis 80 kg      | hinter Nikolaj Kelasow, Georgien |
| 2017 | 1.    | WM in Paris                                   | bis 80 kg      | nach Siegen über Youssef Ahmad Ghaderian, Iran, Alexander Kessidis, Schweden, Pascal Eisele, Deutschland, Surabi Datunaschwili, Georgien und Radzik Kuliew, Belarus                                        |
| 2018 | 3.    | Intern. Ukrain. Turnier in Kiew               | bis 87 kg      | hinter Schan Belenjuk, Ukraine und Islam Abbasow, Aserbaidschan |
| 2018 | 1.    | EM in Kaspijsk                                | bis 82 kg      | nach Siegen über Bozo Starcevis, Kroatien, Daniel Tichomirow AQlexandrow, Bulgarienj, Lászlo Szabo, Ungarn und Wiktor Sasunowski, Belarus                                                                  |
| 2018 | 3.    | WM in Budapest                                | bis 82 kg      | nach Siegen über Imil Scharafetdinow, Russland und Kim Jin-hyeok, Südkorea, einer Niederlage gegen Emrah Kus, Türkei und Siegen über Luis Eduardo Avenatano Rojas, Venezuela und Saeid Morad Abdvali, Iran |

Erläuterungen
- alle Wettkämpfe im griechisch-römischen Stil
- OS = Olympische Spiele, WM = Weltmeisterschaft, EM = Europameisterschaft